# Коджаали
Коджаали или Аязма (на турски: Kocaali) е село в Източна Тракия, Турция, Вилает Одрин.

## География
Селото се намира на 29 километра източно от Енос.

## История
Според статистиката на професор Любомир Милетич в 1912 година в Аязма живеят 75 гръцки семейства.